# Orthoschnappgambiet
Het Orthoschnappgambiet is in de opening van een schaakpartij een variant in de Franse opening en heeft als beginzetten: 1.e4 e6 2.c4 d5 3.cd ed 4.Db3 Eco-code C 00.